# Križarka razreda Voyager
Voyager je razred petih potniških križark, ki jih je zgradilo finsko podjetje Kværner Masa-Yards (v ladjedelnici Perno) za ameriško družbo Royal Caribbean International. Ladje so velikosti post-Panamax, kar pomeni da so prevelike za Panamski prekop. Ladje imajo v notranjosti 350 ft (110 m) promenado imenovano "Royal Promenade" v kateri se nahaja bari, kavarne, trgovine in drugo. Na vseh petih ladjah ja košarkarsko igrišče, vsaj trije bazeni, mini-golf ingrišče, steza za plezanje in drsališče. 
Križarke razreda Voyager imajo dizel-električni pogon - šest dizelskih motorjev Wärtsilä Vasa 46 s skupno močjo 75 600 kW poganja tri 14 MW ABB azipode - dva sta gibljiva, tretji je fiksen

## Ladje
| Ladja                 | Leto izgradnje | Datum vstopa v uporabo | Gros tonaža | Domače pristanišče (maj 2013)                                     | Opombe                                                                     | Slika |
| --------------------- | -------------- | ---------------------- | ----------- | ----------------------------------------------------------------- | -------------------------------------------------------------------------- | ----- |
| Voyager of the Seas   | 1999           | 21. november 1999      | 137 276 GT  | Sydney, Avstralija Šanghaj, Kitajska Tianjin, Kitajska            | Voyager of the Seas je bila nekaj časa največja potniška križarka na sveti |       |
| Explorer of the Seas  | 2000           | 28. oktober 2000       | 137 308 GT  | Southampton, Hampshire, Združeno Kraljestvo                       | [ 2 ]                                                                      |       |
| Adventure of the Seas | 2001           | 18. november 2001      | 137 276     | San Juan, Puerto Rico Southampton, Hampshire, Združeno Kraljestvo |                                                                            |       |
| Navigator of the Seas | 2002           | 14. december 2002      | 139 570 GT  | Galveston, Texas in Port Everglades, Florida, ZDA                 |                                                                            |       |
| Mariner of the Seas   | 2003           | 16. november 2003      | 138 279 GT  | Šanghaj, Kitajska Singapur                                        |                                                                            |       |